# Theater Dortmund

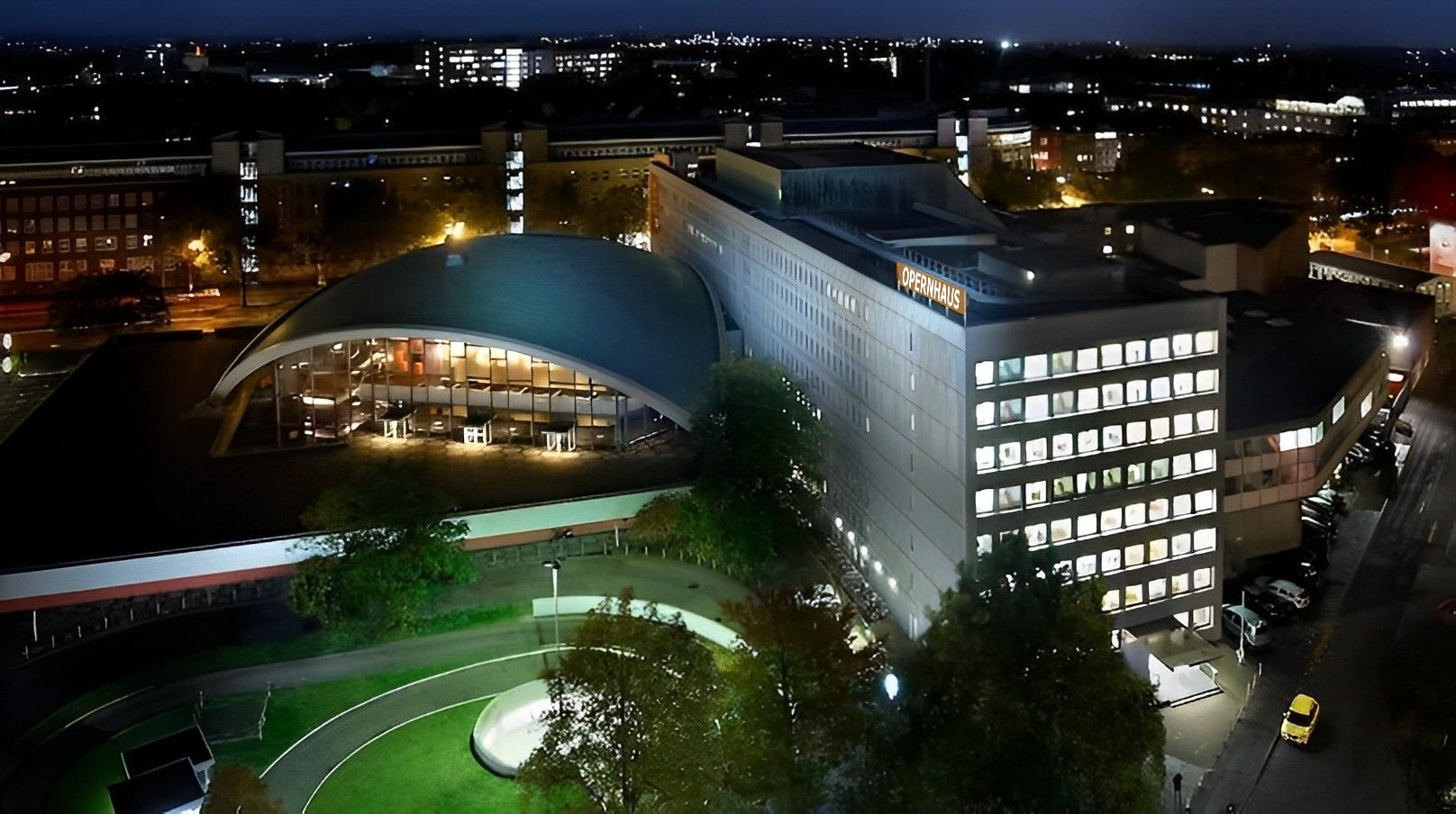
Opernhaus Dortmund

Das Theater Dortmund hat seinen Ursprung im Jahr 1904 und ist mit über 500 Mitarbeitern eines der größten Theater Deutschlands (Stand 2010).
Das Theater, zu welchem auch die Dortmunder Oper gehört, gliedert sich in die sechs Sparten Konzerte (Dortmunder Philharmoniker), Musiktheater, Schauspiel, Ballett, Kinder- und Jugendtheater und der Akademie für Theater und Digitalität, welche jeweils unter eigener künstlerischer Leitung stehen.

## Geschichte

### Vorgeschichte

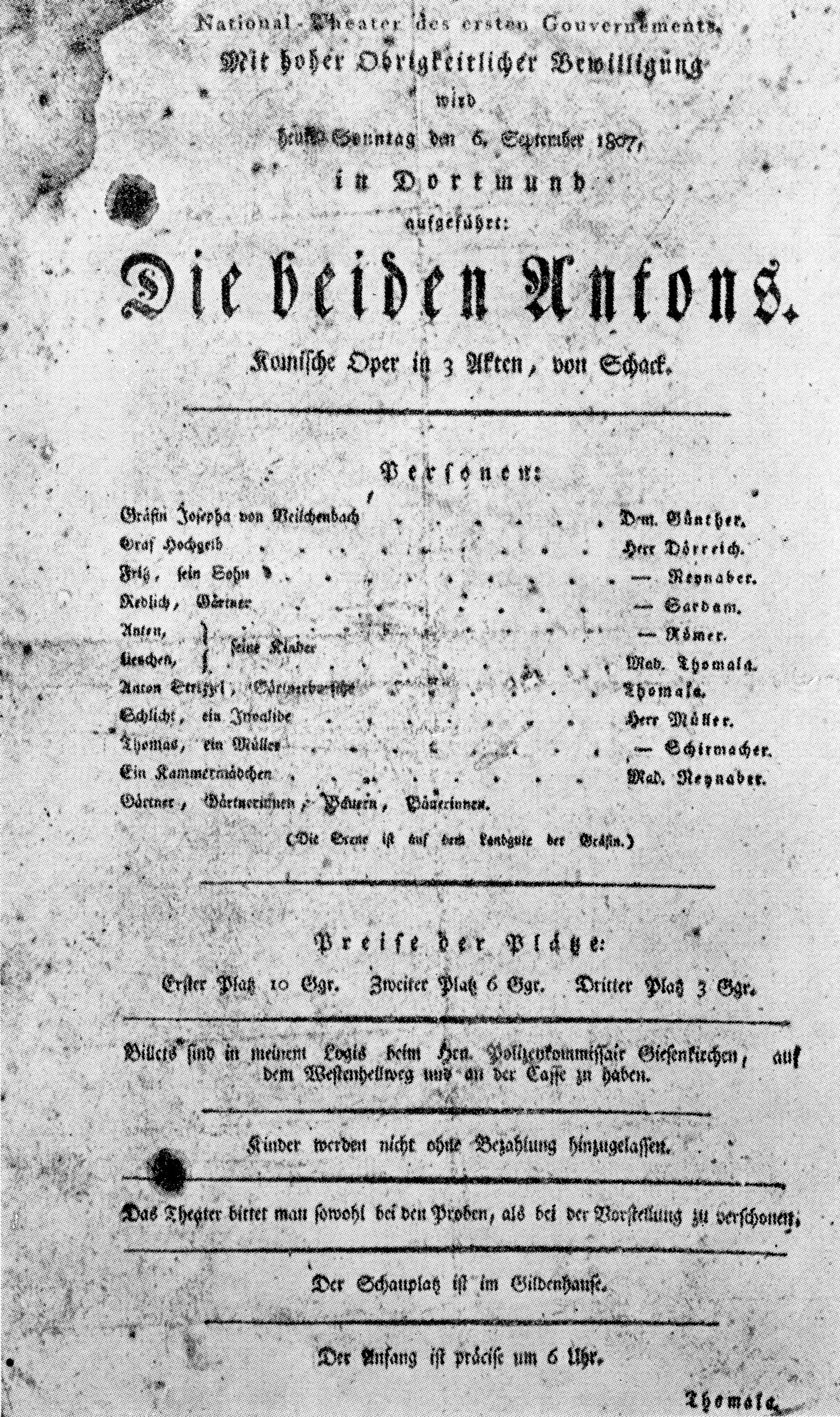
Theaterzettel von 1807

Erste Theateraktivitäten in Dortmund sind für das Ende des 15. Jahrhunderts nachweisbar: Im Jahre 1498 sei mit großem Kostenaufwand ein repräsentatives St.-Johannes-Spiel aufgeführt worden. Für das 16. Jahrhundert sind Aufführungen klassischer griechischer und humanistischer Dramen durch das Dortmunder Gymnasium verzeichnet. 1582 fand eine große Aufführung von Johann Rassers Comoedia vom König, der seinem Sohn Hochzeit macht statt. Diese frühen Theaterimpulse in einer prosperierenden Stadt fanden im Dreißigjährigen Krieg für lange Zeit ein Ende, Dortmund versank auch kulturpolitisch in der Bedeutungslosigkeit. Ein Neubeginn war erst 1806 zu verzeichnen, als Dortmund in Kooperation mit Essen das National-Theater des ersten Gouvernements im Zuge der französischen Verwaltung erlebte. Aber auch diese Theaterinitiative scheiterte 1815, als Dortmund preußisch wurde.
Als sich 1830 in Dortmund schließlich Anfänge eines bürgerlichen Theaterlebens entwickelten, fehlte jede Anknüpfungsmöglichkeit. Es gab weder Bauten noch Traditionen aus der Zeit des höfischen Theaters, der Aufklärung oder der Weimarer Klassik. Es waren daher zunächst Schützenzelte oder gastronomische Betriebe, in denen Theatertruppen gastierten. Seit 1837 stellte der Gastwirt Karl Kühn regelmäßig seinen Gartensaal für Theateraufführungen zur Verfügung – Dortmund hatte seine erste regelmäßig genutzte Spielstätte.
Aufgrund des Fehlens einer feudalen oder bürgerlichen Theatertradition entstand das Dortmunder Theater als offizielle Einrichtung erst in der zweiten Hälfte des 19. Jahrhunderts. „Erst mit der wirtschaftlichen Entwicklung der Montanindustrie in der Kaiserzeit entwickelten die boomenden Gemeinden den Bedarf, dem Clondike-Modell von Kultur und Amüsement eine systematische Kulturförderung zur Seite bzw. entgegenzustellen.“ Im Zuge der Industrialisierung wuchsen Bevölkerung und ökonomische Möglichkeiten schnell und damit auch das Interesse an einem eigenen Theater. Das Theater im Brüggman’schen Zirkus wurde 1872 zum ersten Versuch, in Form einer Aktiengesellschaft ein Dortmunder Stadttheater zu etablieren. Dieser erste Gründungsversuch scheiterte im Jahr 1875 und ging in Konkurs. Das Philharmonische Orchester (im 21. Jahrhundert: Dortmunder Philharmoniker) wurde 1887 gegründet, besaß zur Zeit der Gründung jedoch noch keine eigene Spielstätte.

### Offizielle Gründung des Dortmunder Stadttheaters

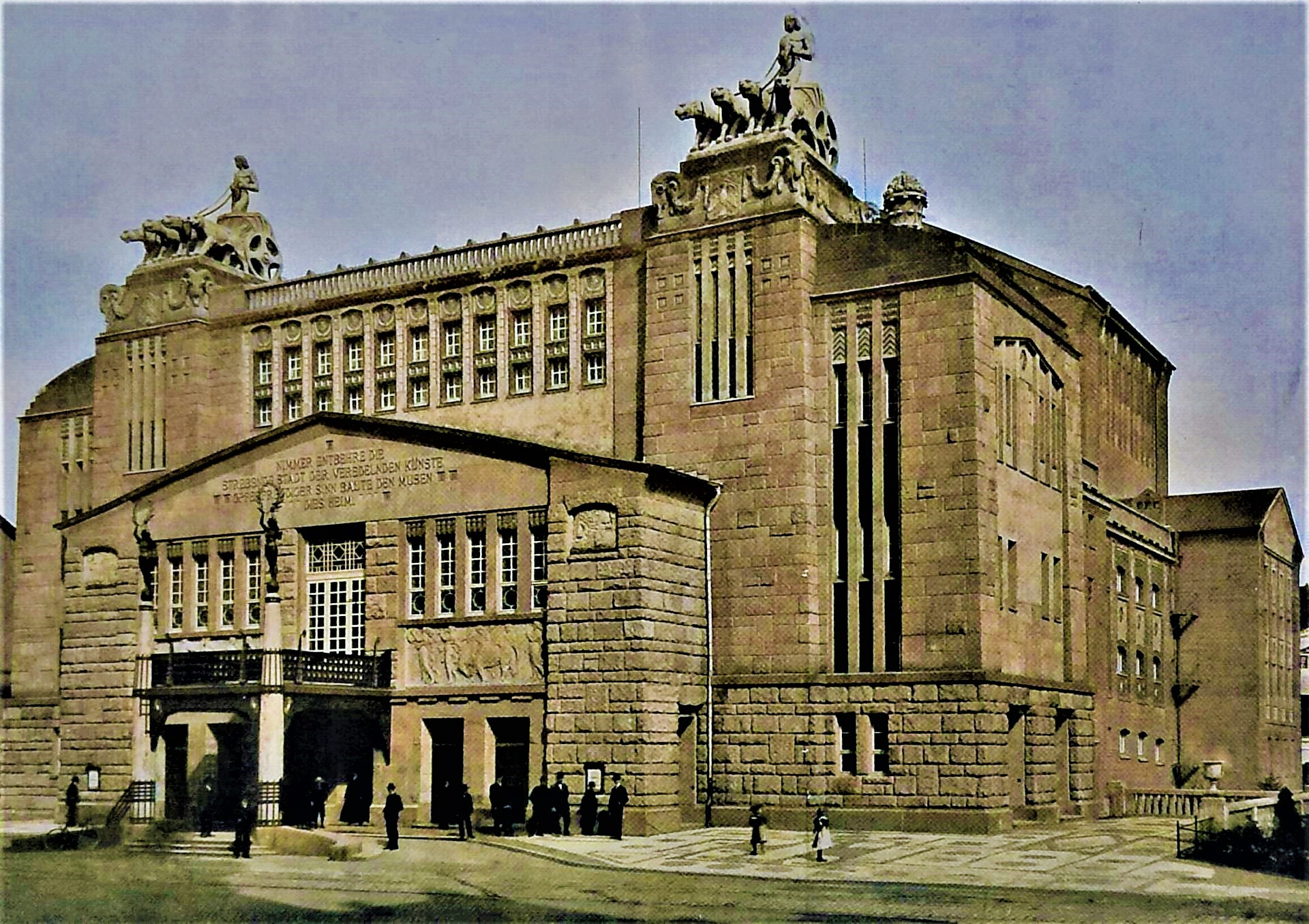
Altes Stadttheater Dortmund

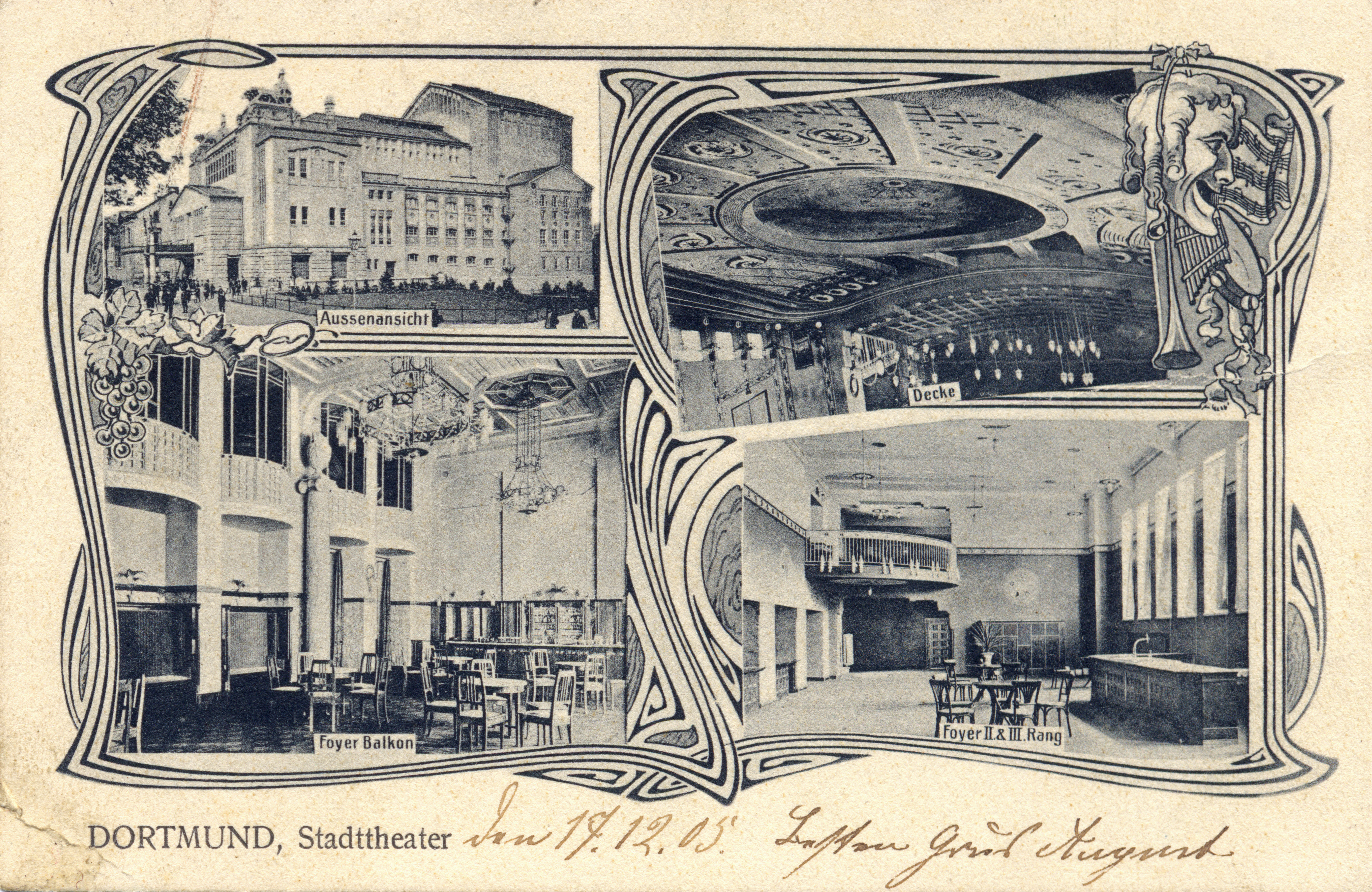
Altes Stadttheater auf einer Postkarte von 1905

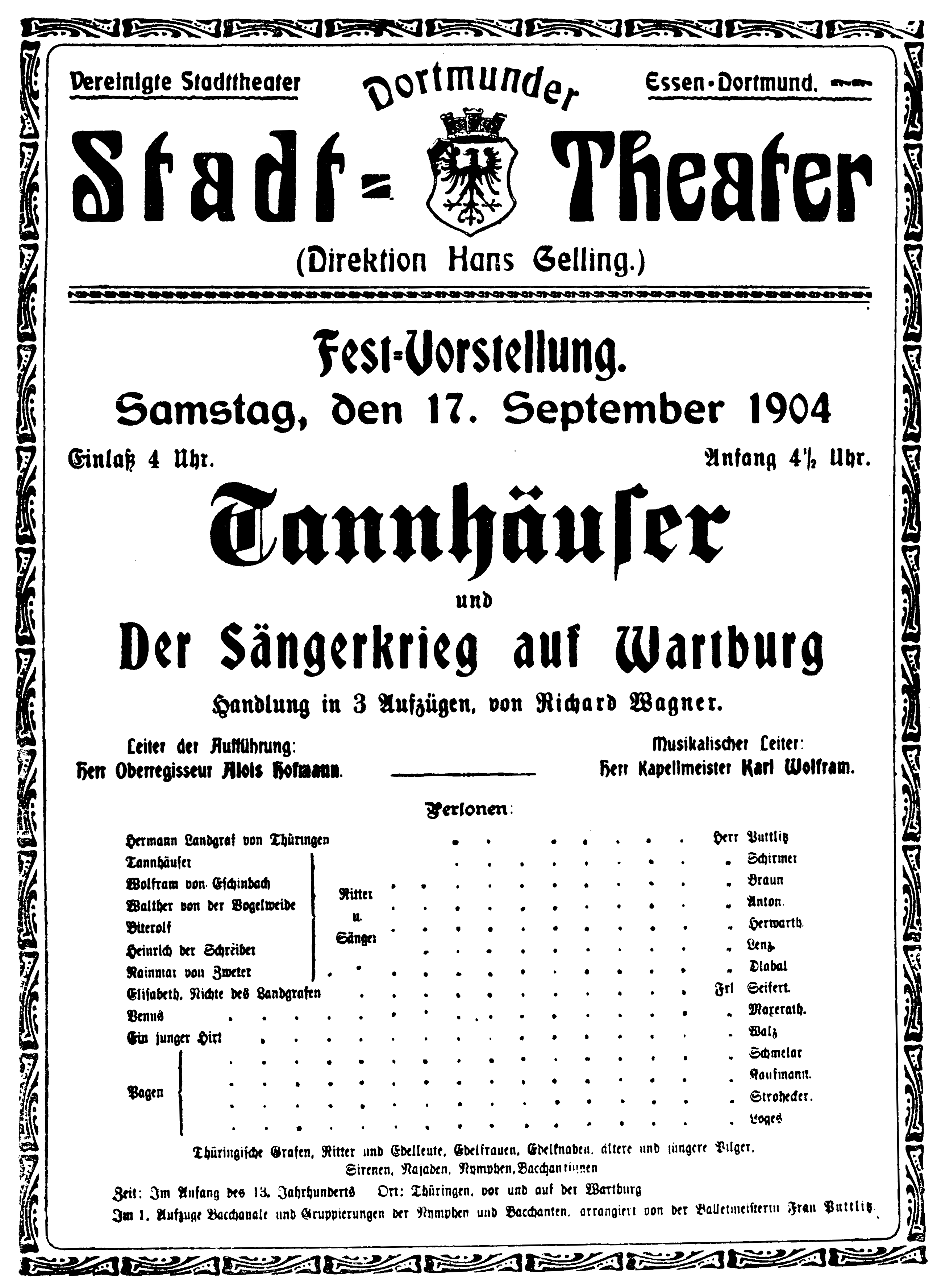
Theaterzettel zur Eröffnung 1904

Die eigentliche Gründung des Stadttheaters kam auf Initiative einiger Industrieller und Mäzene zustande, die 1887 eine Geldsammlung starteten. Initiatoren waren Albert Hoesch, Friedrich Denninghoff, Heinrich Bömcke und Julius Overbeck. Eine städtische Theaterkommission bildete sich. Der Baubeginn des vom Architekten Martin Dülfer entworfenen Gebäudes erfolgte am 1. Juli 1902, 1.238.000 Mark wurden investiert. Das Theatergebäude am Hiltropwall 15 wurde am 17. September 1904 mit der Aufführung von Richard Wagners Oper Tannhäuser eröffnet. Erster Leiter des Dortmunder Stadt-Theaters war Hans Gelling, Kooperationspartner bis 1907 die Stadt Essen. Am Tympanon über dem Eingang war zu lesen „Nimmer entbehre die strebende Stadt der veredelnden Künste, opferfreudiger Sinn baute den Musen dies Heim.“
Trotz des Erfolgs der ausverkauften Eröffnungsveranstaltung enttäuschte anschließend die durchschnittliche Platzausnutzung von nur 56 Prozent in der ersten Saison, was 137.560 Besuchern entsprach. Diesen Anfangsproblemen begegnete die Stadt unter anderem durch eine Schwerpunktsetzung auf das Musiktheater und dort auf repräsentative Aufführungen und Werke, etwa von Richard Wagner und Richard Strauss. Das Schauspiel stieß auf wenig Interesse. „Man war stolz, ein Theater zu haben, hingehen musste man darum noch lange nicht.“ Mit der gescheiterten Kooperation und den Finanzierungsproblemen war ein Problemfeld eröffnet, das die Dortmunder Bühnen wie auch andere Ruhrgebietstheater seitdem beschäftigt. In der Weimarer Zeit ging die Verantwortung für das Theater stärker auf die Kommunen über, unter anderem durch einen Rückzug der Mäzene, die Parent auf die Distanz der Großindustriellen zur Weimarer Republik zurückführt.

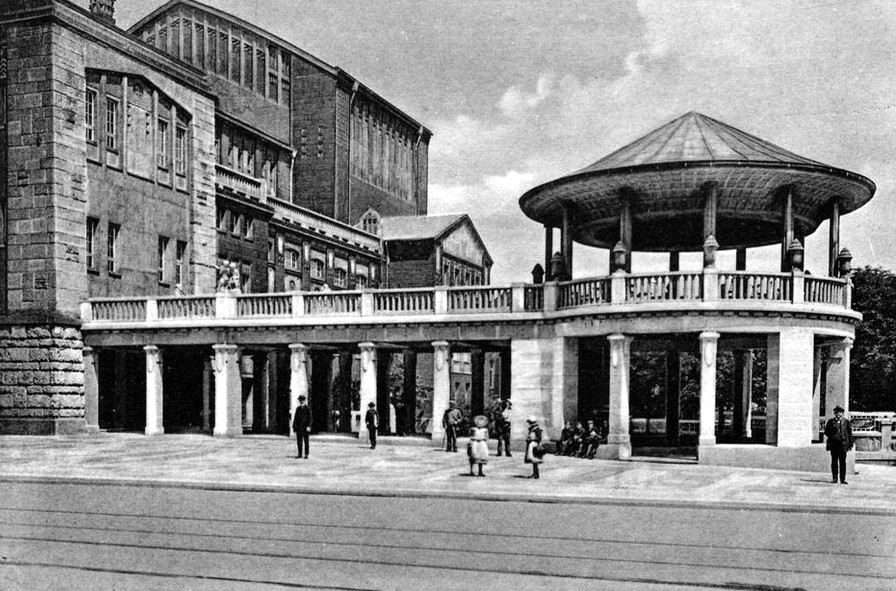
Musikpavillon am alten Stadttheater

Zusätzlich zum Theatergebäude erhielt die Kulturstätte im Jahr 1909 einen Anbau, der als Wandelhalle und Restaurant genutzt wurde: einen Musikpavillon bzw. einen Musiktempel, gleichfalls von Martin Dülfer entworfen. Das zweigeschossige Verbindungsbauwerk konnte von Chören oder Musikern bespielt werden.
Der erste von der Stadt beschäftigte Direktor war Alois Hofmann, der neben der Tradition auch zeitgenössische Werke des Naturalismus auf die Bühne brachte. Alois Hofmann geriet allerdings aufgrund seiner aufwändigen und teuren Aufführungen in die Kritik. Unter seinem Nachfolger Hans Bollmann überstand das Dortmunder Theater den Ersten Weltkrieg ohne drastische Einschnitte. 1919 wurde Johannes Maurach erster Theaterleiter, der offiziell den Titel Intendant trug. Maurach inszenierte alle Wagner-Opern seiner Reifezeit, im Schauspiel Hebbel, Ibsen, Wedekind, Sternheim und Strindberg. Er galt als Verfechter eines expressionistischen Theaterstils.
Ab 1927 leitete Richard Gsell das Dortmunder Haus. Im Schauspiel wie im Musiktheater legte Gsell einen starken Akzent auf Theater und Musik der Zeit. Er brachte Brecht auf die Bühne (Heilige Johanna) und Tretjakows „Brülle China!“. Im Musiktheater brachte er Hindemith, Krenek, Weill Wellesz, Dohnányi zu Gehör. Operndirigent wurde Wilhelm Sieben. Das Dortmunder Theater wuchs zur kritischen Instanz mit künstlerischem Anspruch. In der Schrift zum 25-jährigen Jubiläum des Hauses wurde dies jedoch nicht nur positiv beurteilt. Man konstatierte eine Spannung zwischen Publikumserwartung und künstlerischen Ambitionen. Richard Gsell verteidigte seinen ambitionierten Spielplan:
„Was die Hebung der Einnahmen betrifft, so gilt das Hauptaugenmerk einer möglichst publikumssicheren Gestaltung des Spielplans. Publikumssicher – das bedeutet natürlich kein Eingehen auf die minderen Instinkte einzelner Zuschauerkreise. Das Publikum will sogar angestrengt sein, es will sich erregen an Themen, die es als Masse angehen. Und selbstverständlich hat alles, was von der Bühne herab in die die Gegenwart erregenden Fragen eingreift, immer auch die Massen aufgerüttelt. Nur muss eben der Dramatiker auch wirklich von den die Zeit erregenden Mächten erfasst sein, er muss eben doch ein Dichter sein, durch den die Ströme der Zeit hindurchschießen.“

### Zeit des Nationalsozialismus
In der Zeit des Nationalsozialismus wurde auch das Dortmunder Theater gleichgeschaltet. Zunächst wurden die jüdischen Darsteller und Musiker systematisch drangsaliert und ausgegrenzt. Seit 1927 hatte etwa die talentierte Sängerin Ruth Wolffreim dem Dortmunder Ensemble angehört. Noch Silvester 1932/33 vom Publikum als „Rosalinde“ in der „Fledermaus“ gefeiert, durfte sie als Jüdin in der geplanten „Meistersinger“-Aufführung im Frühjahr die Rolle der „Eva“ nicht mehr darstellen. „1936 verlieren sich die Spuren der Sängerin.“ Im Mai 1933 wurde das Drama Schlageter des NS-Dichters Hanns Johst in Dortmund aufgeführt, eröffnet von einem Auftritt des NS-Schülerbunds.
Verantwortlich für die Umsetzung der nationalsozialistischen Ideologie war in Dortmund zunächst Bruno Schüler, Staatskommissar für die Stadt Dortmund seit dem 24. März 1933, Direktor der Dortmunder Union-Brauerei, später Bürgermeister und Theaterdezernent. Ein Rechenschaftsbericht Schülers vom 24. April 1933 an den Preußischen Minister des Inneren belegt die antisemitischen Aktivitäten Schülers, der zunächst „Nichtarier“ aus allen öffentlichen Positionen verdrängen ließ. Wie in ganz Deutschland wurde auch den jüdischen Mitgliedern des Dortmunder Theaters die Lebensgrundlage entzogen.
Beispielhaft für das totalitäre Vorgehen gegen das Stadttheater Dortmund ist eine für den 11. März 1933 geplante „Meistersinger“-Aufführung. Die „Rote Erde“, eine Publikation der südwestfälischen NSDAP, die in Bochum erschien, schrieb am 11. März 1933: „In Anbetracht dessen, daß in dieser kerndeutschen Oper eines deutschen Komponisten, der in seinen Schriften erklärt hat, die Juden seien unfähig, seine Werke zu deuten, fünf Juden auftreten sollten, sahen wir uns genötigt, gegen die Rollenbesetzung Protest zu erheben. (…) Da eine Regelung vorderhand nicht getroffen werden konnte, wurde die Oper vorläufig vom Spielplan abgesetzt.“ Staatskommissar Bruno Schüler „beurlaubte“ daraufhin Kapellmeister Felix Wolfes und die Sopranistin Ruth Wolffreim, den lyrischen Tenor Bruno Ucko, Bariton Armin Weltner und den Bass Ludolf Bodmer. Am 15. März wurde die Oper ohne jüdische Ensemblemitglieder aufgeführt.
Opernkapellmeister Felix Wolfes hatte den Drohungen der nationalsozialistischen Presse zunächst widerstanden. Nach Zeitzeugenberichten war er daraufhin von einem SA-Trupp während der Proben zu den Meistersingern gewaltsam aus dem Orchestergraben geholt worden. Nach dem 15. März versuchte die SA wiederholt und vergeblich, Wolfes zu verhaften, der laut Akten der Stadt Dortmund zu dieser Zeit von Ensemblemitglied Fritz Volkmann versteckt wurde. Obwohl sich der bei NS-Größen beliebte Komponist Hans Pfitzner, den Wolfes als einen seiner Lehrer schätzte, für ihn einsetzte, gab es für Wolfes keine beruflichen Möglichkeiten mehr in Deutschland. Wolfes emigrierte über Paris in die USA, wo er als Dirigent erfolgreich war.
Intendant Gsell wurde durch Bruno Bergmann und Operndirektor Georg Hartmann, Intendant ab 1935, abgelöst. Hartmann inszeniert vor allem Wagner, daneben auch Mozart, Strauss und Verdi. Die Oper der Zeit verschwand vom Spielplan bis auf Parteigänger des NS-Regimes, etwa Hansheinrich Dransmanns „Münchhausens letzte Lüge“ (Mai 1934). Am 17. Mai 1936 wurde die Kraft-durch-Freude-Operette Das glückhafte Schiff in Dortmund uraufgeführt. Besonders im Bereich der Operette fehlte es an Stücken, die man in der NS-Zeit für spielbar hielt. Die Operetten der Weimarer Zeit galten als „geradezu verwilderte Angelegenheit“, oft waren entweder Autor oder Komponist jüdischer Abstammung. Arthur Mämpel, Hauptautor auch der Jubiläumsschrift des Dortmunder Theaters von 1979 und Chefdramaturg der Städtischen Bühnen nach dem Zweiten Weltkrieg, schrieb in den Mitteilungen der NS-Kulturgemeinde, das Theater habe die Aufgabe, den „gesunden Teil der Menschheit, den (…) reinen und unverbrauchten Menschen unserer Rasse an die Peripherie des Schönen und Großen“ zu bringen.
Von 1937 bis 1944 wurde der Nationalsozialist Peter Hoenselaers, „uniformierter Funktionär“ und „Inhaber hoher Parteiämter“ des NS-Regimes – er war SA-Sturmbannführer – „Generalintendant“, es kam zu antisemitischen Zwischenfällen. Wie Saladin Schmitt in der Nachbarstadt Bochum ist Hoenselaers Vertreter eines repräsentativen, konservativen Theaters. Das Theater steht für ihn im Dienste „Großdeutschlands“: „Auch der einfachste Volksgenosse soll den Eindruck und das Gefühl haben, daß ihm auch literarisch schwierigere Werke so nahegebracht werden, daß sie auf ihn erhebend und erbauend wirken können und daß sie ihm vor allem geistige Kraft geben, mit in die künstlerische Zukunft unseres Volkes hineinzuwachsen.“ (unterschrieben „Generalintendant Peter Hoenselaers / SA-Sturmbannführer / Mitglied des Kulturkreises der SA“) Hoenselaers setzte die Wagner-Tradition fort und verfolgte konsequent die Vorgaben der NS-Ideologie. So war ein Element des Spielplans die Oper des politischen Partners des NS-Regimes, der Achsenmacht Italien.
Am 1. März 1943 wurde das Theater erstmals von Bomben getroffen, der gesamte Fundus wird vernichtet. Man spielte zunächst im Foyer weiter, im Café Corso, im Olympia-Theater, im zum „Neuen Theater“ ernannten Casino, aber ein Ausweichort nach dem anderen wurde durch Bombenangriffe zerstört, das Theater schloss wie alle anderen Theater in Deutschland am 1. September 1944 auf Anordnung des Reichspropagandaministeriums. Am 6. Oktober 1944 wurden auch die Reste des Großen Hauses bei einem Bombenangriff zerstört. Im April 1945 wurde Dortmund von amerikanischen Truppen besetzt.

### Nachkriegszeit – personelle Kontinuität
Wie in Bochum wurde nach dem Krieg Leitung und Personal aus der Zeit des Nationalsozialismus mit dem Neuanfang betraut. In einer Gaststätte in Dortmund-Marten, dem Bramann’schen Saal am Bärenbruch, wurde Willem Hoenselaars mit Einverständnis der Militärregierung erster Nachkriegs-Intendant. Er eröffnete am 6. Oktober 1945 mit Hugo von Hofmannsthals Der Tor und der Tod und spielte selbst den Claudio. Neben der Fortsetzung der Mischung aus Klassik und Unterhaltung versuchte er durch die Aufnahme von in der NS-Zeit verfemten Klassikern wie Lessings Nathan der Weise Signale in Richtung auf einen Neuanfang zu setzen, ein typisches Vorgehen vieler Theater der Nachkriegszeit. Später wurde die Personalstruktur verändert, unter Leitung von Herbert Junkers, Dramaturg des Hauses 1936–1937, wurde Hoenselaars Schauspieldirektor.
Die Weiterbeschäftigung des Personals aus der NS-Zeit durch britische Besatzung und Lokalpolitik führten die meisten Autoren auf ein bestimmtes Kulturverständnis zurück: Man suchte nicht offensiv die Abgrenzung gegenüber der NS-Zeit, sondern entwickelte ein entpolitisiertes Verständnis von Kulturarbeit, versuchte eine Anknüpfung an die Größen deutscher Kulturgeschichte. „Zur Frage der auf dem Kultursektor gepflegten Personalpolitik erklärte der Stadtrat, es liege im Wesen des echten Künstlers, unpolitisch zu denken und zu handeln. Es seien daher auch im Wesentlichen keine Maßnahmen zu einer Säuberung der Künstlerschaft notwendig geworden. Im übrigen fördere die verständnisvolle Haltung der Militärregierung gerade den Künstlern gegenüber die kulturelle Aufbauarbeit wesentlich.“
Das Westdeutsche Tageblatt in Dortmund führte bei diversen Tageszeitungen eine Umfrage durch, was das wichtigste Kulturereignis der Nachkriegszeit gewesen sei. An erster Stelle genannt wurden Jean-Paul Sartres Stück Die Fliegen und Carl Zuckmayers Drama Des Teufels General. Bei der Aufführung in Dortmund spielte Willem Hoenselaars den General Harras.

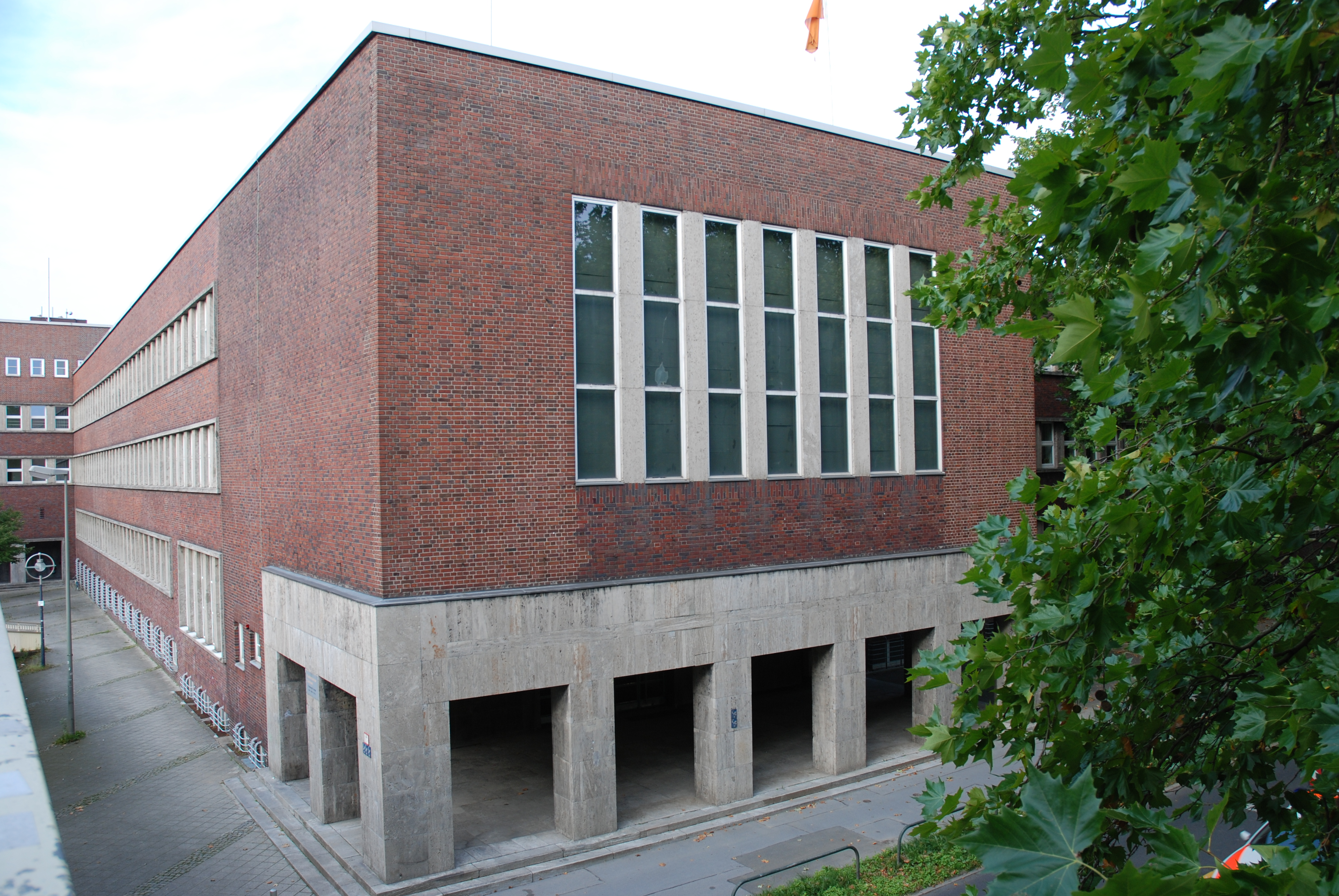
Ehemalige Pädagogische Akademie, nach 1947 als Stadttheater genutzt, heute Fachbereich Design der Fachhochschule Dortmund

### Spielorte und Programme der Nachkriegszeit
Aufgrund der unzureichenden Möglichkeiten in Marten beschloss man, zunächst die Aula der pädagogischen Akademie an der Lindemannstraße zum Theater umzugestalten. Man hatte jedoch die Räume in Marten bereits aufgegeben, bevor der Umbau vollendet war. So wurde das Stadttheater in den Spielzeiten 1945 bis 1947 zur Wanderbühne, man spielte an zahlreichen Orten in Dortmund und Umgebung bis nach Soest, Lippstadt und Arnsberg. Die begrenzten technischen Möglichkeiten beeinflussten neben politischen Kompromissversuchen die Auswahl der Stücke. Am 17. September 1947 wurde die Spielstätte an der Lindemannstraße von Oberbürgermeister Fritz Henßler eröffnet, Herbert Junkers löste Hoenselaars als Leiter ab, der jedoch bis Ende der 1960er Jahre als Darsteller, Leiter des Schauspiels und später als Regisseur aktiv blieb.

### Erste Reformen unter Generalintendant P. Walter Jacob
Am 7. März 1950 übernahm mit Paul Walter Jacob ein jüdischer Emigrant die Leitung des Hauses. Jacob war für die Spielzeit 1932/33 in Essen als Opern- und Operettenregisseur verpflichtet und nach Angriffen der NS-Presse im März 1933 beurlaubt worden. Über Amsterdam war er schon im April 1933 emigriert und hatte 1940 in Buenos Aires die „Freie Deutsche Bühne“ begründet. Wie andere Emigranten hatte sich Jacob unmittelbar nach dem Kriege lange vergeblich bemüht, in Deutschland wieder Fuß zu fassen. So inszenierte er bis 1949 in Buenos Aires, unter anderem mit Viktor de Kowa.
Nach seinem Engagement in Dortmund versuchte Jacob eine Modernisierung des Repertoires, was nicht immer leicht durchzusetzen war. Jacob war ein Multitalent, dirigierte, führte Schauspielregie, verfasste Bücher und Kritiken und trat auch selbst auf die Bühne. Neben den großen Klassikern führte Jacob in den 12 Jahren seiner Intendanz immer wieder auch von den Nazis verfemte Stücke auf. Am 12. September 1950 wurde das neue, innerstädtische Haus am Hiltropwall, das heutige Schauspielhaus, mit Beethovens Fidelio eröffnet. Das Schauspiel verblieb zunächst in der Lindemannstraße, eine weitere Aula am Ostwall kam als Spielstätte hinzu.
Mit seinen Wagner-Inszenierungen setzte Jacob eine Dortmunder Tradition fort. Jacob hatte selbst zu Wagner publiziert und inszenierte in seiner ersten Spielzeit den Lohengrin als Regisseur und Dirigent. Im Jahr darauf dirigierte er „Die Meistersinger“ in der Inszenierung von Peter Funk. Jacobs Suche nach interessanten, neueren musikalischen Werken machte auch vor Parteigängern des NS-Regimes nicht Halt, so inszenierte er etwa Hans Pfitzners Oper „Das Herz“. Zur Einführung des Nelly-Sachs-Preises inszenierte Jacob dann das Drama „Eli“ von Nelly Sachs.
1954 fand am Dortmunder Theater die szenische Uraufführung der Komödie mit Musik Die stumme Serenade von Erich Wolfgang Korngold statt.
1955 konkretisierten sich die Pläne zum Neubau einer Oper, die Reste der Dülferschen Oper wurden abgetragen. Jacob inszenierte Franz Werfels Drama Jacobowsky und der Oberst, ein Stück, für dessen Uraufführung in Argentinien er 1945 ebenfalls verantwortlich gezeichnet hatte und spielte selbst die Hauptrolle. Jacob galt als äußerst sparsamer Theaterleiter und hat trotz des schmalen Budgets sehr viele Inszenierungen auf den Weg gebracht. Als sein Vertrag 1962 nicht verlängert wurde, war Jacob tief getroffen.
Verdienste um das Dortmunder Theater erwarb Jacob auch durch den Aufbau des Kindertheaters und die Einrichtung der ersten Kindertheater-Vormiete in Deutschland. Jacob war aber auch auf anderen kulturpolitischen Feldern aktiv. Unter anderem gehen die Dortmunder Auslandskulturtage auf seine Anregung zurück. Jacob hatte den Anstoß zu dem internationalen Dortmunder Kulturfestival durch „Internationale Theater-Kulturwochen“, u. a. mit Holland und Spanien, gegeben. Weiterhin war er einer der Wegbereiter für den Nelly-Sachs-Preis. 1969 erhielt Jacob das Bundesverdienstkreuz, später ernannte ihn die Stadt zum „Ehrenmitglied der Städtischen Bühnen“.

### Das Große Haus – Neubau der Oper 1966

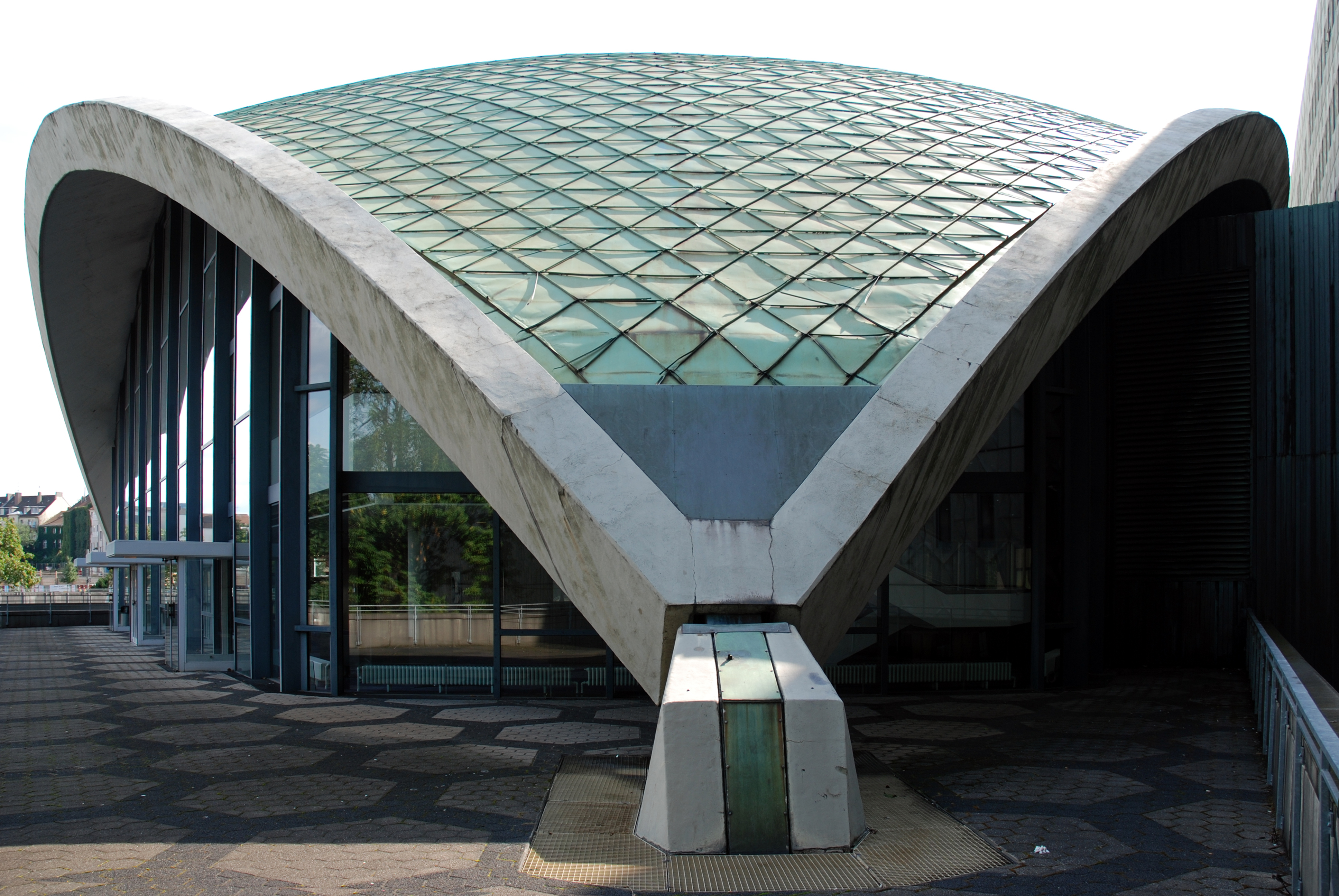
Nördliches Widerlager der Kuppel

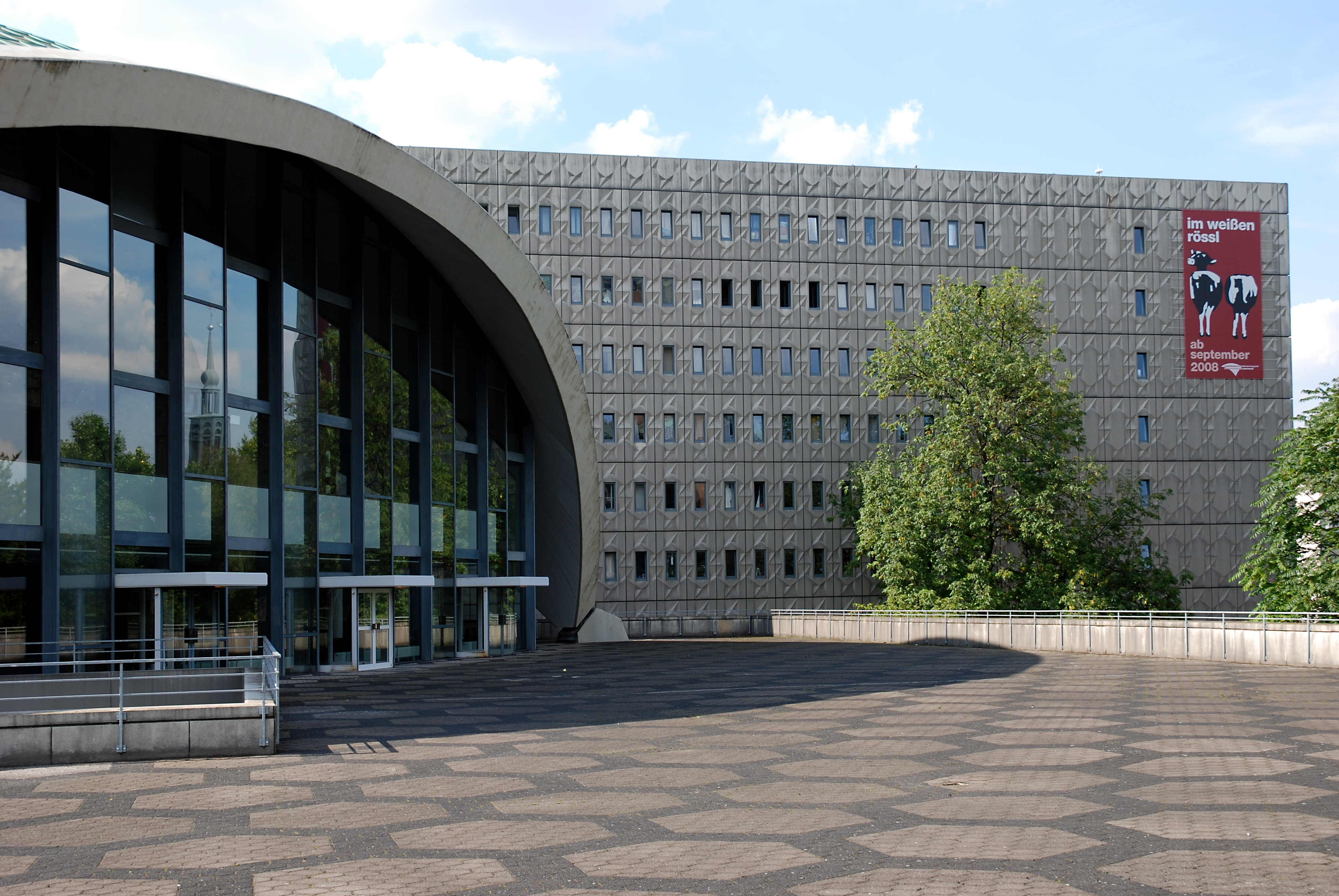
Querbau hinter der Kuppel, Terrasse

Bei der Betrachtung des 1958–1965 aus Stahl, Glas und Beton erbauten und 1966 eröffneten Opernhauses fällt zuerst die große Kuppel über dem Zuschauerraum ins Auge. Dieser hat gut 1.100 Sitzplätze verteilt auf Parkett und zwei Logenrängen. 
Drei Widerlager tragen drei 70 Zentimeter breite Betonbögen, zwischen denen die 8,5 cm dicke, eher flach gehaltene Betonkuppel aufgespannt ist. 16,90 m hoch ist der Scheitelpunkt der Kuppel, ein Kreis um die Widerlager hätte einen Durchmesser von 62,36 m. Die Kuppel ist mit Kupferplatten eingedeckt, die, über zusätzliche Verstrebungen, ein dreieckiges Muster entstehen lassen. Die von den Bogen überspannten Seiten sind verglast, wodurch Foyer und Treppenaufgänge jederzeit einsehbar sind.
Hinter der Kuppel erhebt sich der Querriegel mit Bühnenaufbau und Funktionsräumen. Das Dach des rechteckigen Foyers ist als Terrasse ausgeführt, die die Kuppel umgibt.

### Kulturdezernent Alfons Spielhoff – Kritik am Repräsentationstheater
In den Jahren nach 1968 suchten die Städte eine kulturpolitische Neuorientierung. Vor allem der 1962 gewählte Dortmunder Kulturdezernent Alfons Spielhoff forderte eine Abwendung vom teuren und passiven Kulturkonsum im traditionellen Theater hin zu soziokulturellem Engagement. Seine Kritik am neu errichteten Opernhaus, dem repräsentativen Herzstück imageorientierter Kulturpolitik, führte zu heftigen Auseinandersetzungen. In einem „Exposé II“ betitelten Papier für die SPD-Fraktion im Rat forderte er die Aufgabe des hochsubventionierten Philharmonischen Orchesters. Das Schauspiel sollte erhalten bleiben, ergänzt um eine kommerzielle „Olympia-Theater-GmbH“ zur Organisation von Musicals. Den Wegfall des eigenen Musiktheaters wollte Spielhoff durch Gastspiele und Festivals ausgleichen. Das Große Haus wollte Spielhoff zu einem soziokulturellen Zentrum mit verschiedensten Aktivitäten umfunktionieren. Ein kleines Orchester sollte erhalten werden, das Schauspiel als demokratisch strukturierte GmbH geführt werden. Spielhoff errechnete aufgrund dieser Umstrukturierung Einsparungen in Höhe von 11.847.900 DM, mit denen eine Neuorientierung der Dortmunder Kulturpolitik und eine Erneuerung der bestehenden Kulturinstitute finanziert werden sollte.
Die von Spielhoff angestoßene Debatte wurde bis 1974 öffentlich geführt, in hitzigen Diskussionen und auf Demonstrationen setzten sich Mitarbeiter der Städtischen Bühnen und Dortmunder Bürger für den Erhalt des Theaters ein. Schließlich lehnte der Rat die Vorschläge ab, Spielhoff ging am 31. Dezember 1974 nach Ablauf seiner Dienstzeit in Ruhestand. In der Dortmunder Innenstadt wurde später der Platz zwischen dem Off-Theater Fletch Bizzel und dem Kulturzentrum Taranta Babu in „Alfons-Spielhoff-Platz“ umbenannt.

## Oper

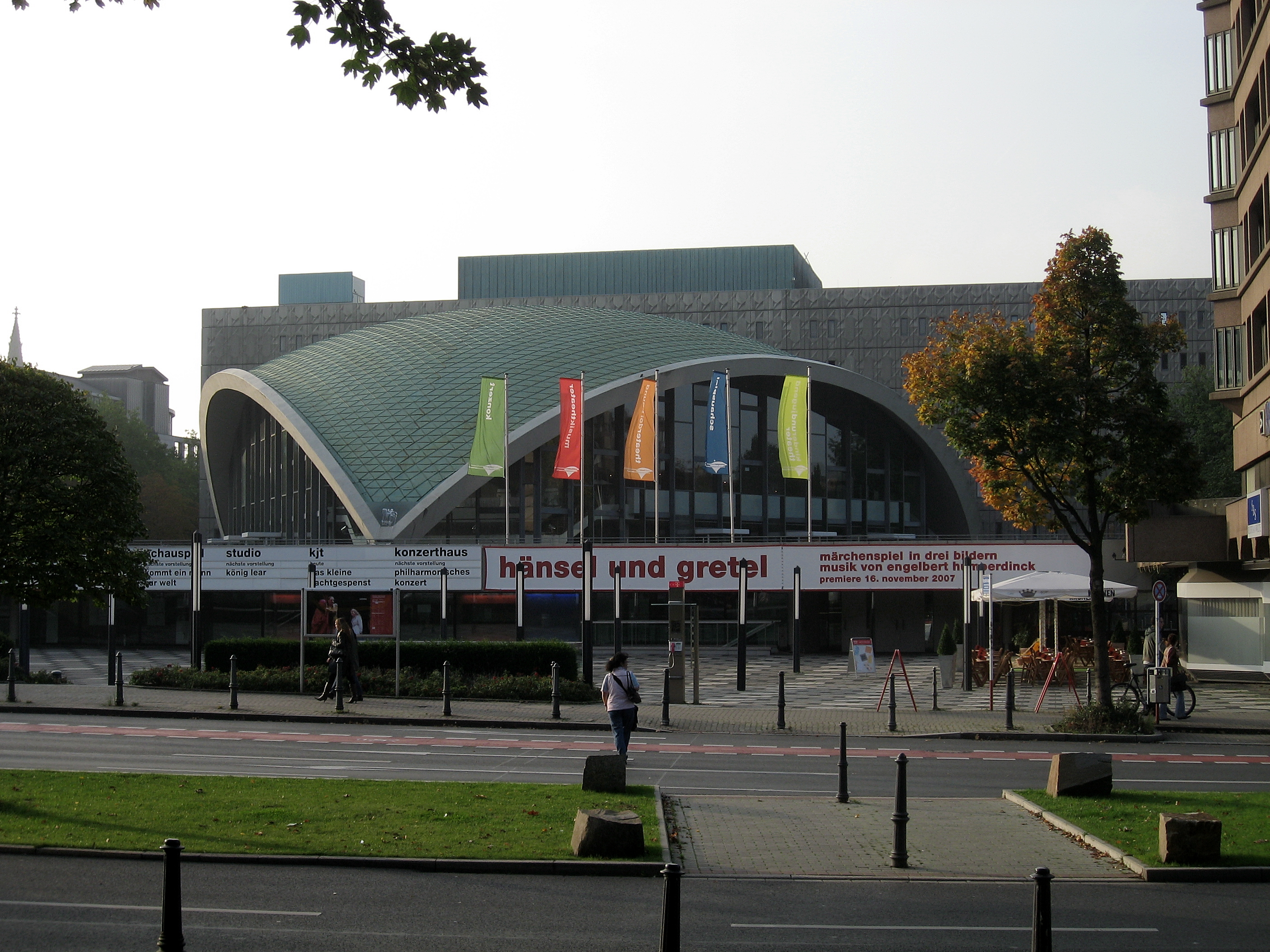
Das Opernhaus des Theaters Dortmund

Die Oper in Dortmund wurde zunächst von Paul Hager und schließlich von Horst Fechner und John Dew geleitet. Das Opernhaus beherbergt das Ballettensemble des Theaters, war bis 2002 Spielstätte der Philharmonischen Konzerte der Dortmunder Philharmoniker (heute Konzerthaus Dortmund) und bietet Raum für ca. 1170 Zuschauer. Die Oper stand von 2002 bis 2010 unter der Direktion, von 2007 bis 2010 unter der Intendanz von Christine Mielitz. Jens-Daniel Herzog übernahm am 1. August 2011 die Intendanz. Im April 2014 wurde sein Vertrag bis zum 31. Juli 2021 verlängert. Anfang März 2016 wurde bekannt, dass Herzog zur Spielzeit 2018/2019 Dortmund verlässt und Generalintendant des Staatstheater Nürnberg wird.
Die über 100 Musiker der Philharmonie spielten 2002–2007 unter der Leitung von Generalmusikdirektor (GMD) Arthur Fagen, ab der Spielzeit 2008/09 bis Sommer 2013 unter GMD Jac van Steen. Ihm folgte als GMD mit Beginn der Spielzeit 2013/2014 der Berliner Gabriel Feltz Hauptverantwortlich für Direktion und Choreographie des Balletts ist seit 2003 Wang Xinpeng.
Nach der Zerstörung des Opernhauses im Zweiten Weltkrieg fand die Oper in dem 1950 fertiggestellten Gebäude am Hiltropwall ihre vorläufige neue Spielstätte. 1966 zog die Oper in das neu gebaute und bis heute aktuelle Opernhaus am Platz der alten Synagoge um, welches unter Generalmusikdirektor Wilhelm Schüchter mit der Aufführung des Rosenkavalier von Richard Strauss eingeweiht wurde.
Ab Mai 2008 steht der Oper mit der Kinderoper in einem Neubau in unmittelbarer Nähe zum Schauspielhaus an der Ecke Hiltropwall/Hövelstraße eine weitere Spielstätte für rund hundert Besucher zur Verfügung.
Mit Beginn des 21. Jahrhunderts verschärfte sich in Dortmund wieder die Opernkrise. Im Schnitt war weniger als die Hälfte der Plätze verkauft (46,1 Prozent ohne Freikarten) – was die schlechte Auslastung des Musiktheaters 2009/10 mit 50,3 Prozent noch einmal unterbot. Unter der neuen Intendanz von Herzog hat die Oper wieder neues Publikum mit Werken wie Claudio Monteverdis Krönung der Poppea oder der deutschen Erstaufführung von Mark-Anthony Turnages Oper Anna Nicole akquirieren können. In der Spielzeit 2013/2014 lag die Auslastung bei 69 Prozent.
Seit der Spielzeit 2018/2019 ist Heribert Germeshausen Intendant der Sparte Oper am Theater Dortmund.
Heribert Germeshausen stellte seine Intendanz an der Oper Dortmund unter den Arbeitstitel „Ruhr-Oper 21“: die Entwicklung eines Prototyps der Institution Oper für die diverse Stadtgesellschaft des 21. Jahrhunderts. So gründete er mit We DO Opera!Deutschlands erste Bürger:innenOper mit einem eigenen Composer in Residence. Seit 2019/20 verfügt die Oper Dortmund als erstes Opernhaus in NRW und als zweites in Deutschland über ein eigenes, spezifisches Ensemble für die Junge Oper. Über biennale Outreach-Festivals werden die Aktivitäten der Jungen Oper und der Bürger:innenOper durch weitere partizipative Formate ergänzt.
Die Kooperation Junge-Opern-Rhein-Ruhr (Kooperation der Oper Dortmund mit der Deutschen Oper am Rhein und Theater Bonn) wurde 2020 von der Fachzeitschrift Oper! als bestes Education Programm 2020 ausgezeichnet.
Eine weitere konzeptionelle Säule seiner Dortmunder Intendanz ist der seit 2020 jeweils in Wagners Geburtsmonat Mai veranstaltete Wagner Kosmos, in der Richard Wagners Œuvre systematisch in Bezug zu Werken seiner Vorläufer, Zeitgenossen und Antipoden gesetzt wird. Heribert Germeshausens erste Dortmunder Spielzeit fand bei Publikum und Presse großen Anklang. In der Spielzeit 2018/19 erzielte die Oper Dortmund das beste wirtschaftliche Ergebnis des letzten Jahrzehnts: die höchsten Einnahmen und die höchste Anzahl an verkauften Eintrittskarten. Bis zum 13. März 2020 konnte dieses Ergebnis bei gleichzeitig bedeutenden künstlerischen Erfolgen weiter gesteigert werden.
Am 5. Januar 2023 gab das Fachmagazin „Oper!“ bekannt, dass die Oper Dortmund mit dem OPER! AWARD 2023 als „bestes Opernhaus“ ausgezeichnet wird. Bewertungszeitraum ist das Kalenderjahr 2022. Aus der Begründung der Jury: „Die Oper Dortmund ist unter ihrem Intendanten Heribert Germeshausen in vorbildlicher Weise mit innovativen Formaten wie We DO Opera! auf die Stadtgesellschaft zugegangen und hat sich zugleich zum Thema und Ziel von nationalen wie internationalen Fachleuten und Opernfreunden gemacht. Ein kluger Spielplan aus Raritäten und Bekanntem, das Engagement von herausragenden Sängerinnen und Sängern sowie das in seiner Form einmalige Symposium Wagner-Kosmoszum Komponisten Richard Wagner haben die Oper Dortmund 2022 zur Pflichtadresse für jeden Operninteressierten gemacht.“
2022 erzielte die Oper Dortmund bereits in der Jahresumfrage der Fachzeitschrift „Opernwelt“ für die Spielzeit 2021/22 die zweitmeisten Stimmen in der Kategorie „Opernhaus des Jahres“ und einen ersten Platz in der Kategorie „Wiederentdeckung des Jahres“ für die Deutsche Erstaufführung von Frédégonde (Camille Saint-Saëns und Ernest Guiraud). Frédégonde war 2022 auch bei den International Opera Awards in als „beste Wiederentdeckung“ nominiert.
Heribert Germeshausen ist regelmäßig Jury-Mitglied bei wichtigen Wettbewerben (u. a. dem Internationalen Hans Gabor Belvedere Gesangswettbewerb, RING AWARD, Gesangswettbewerb für Barockoper Pietro Antonio Cesti der Innsbrucker Festwochen der Alten Musik).

## Schauspiel

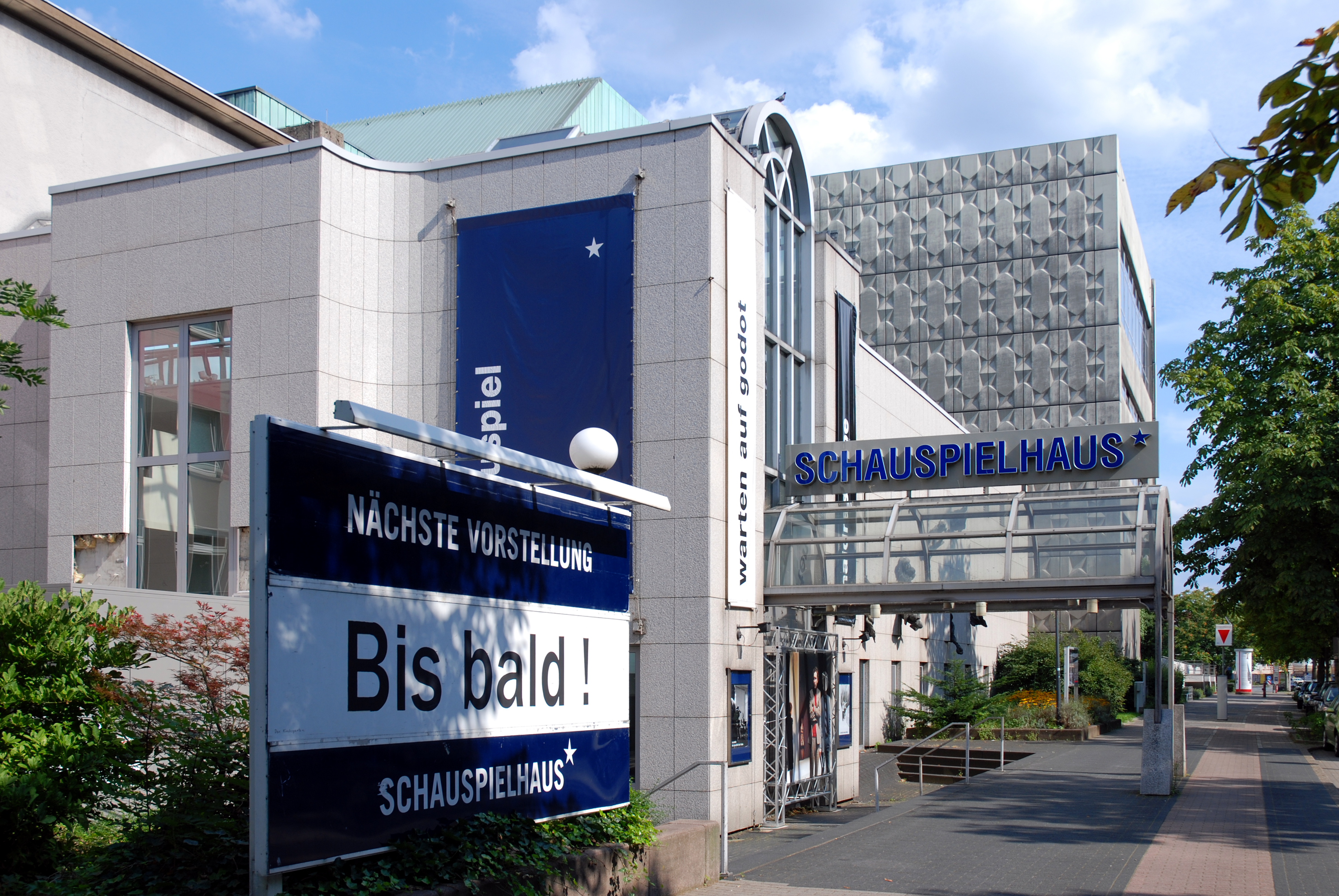
Schauspiel Dortmund

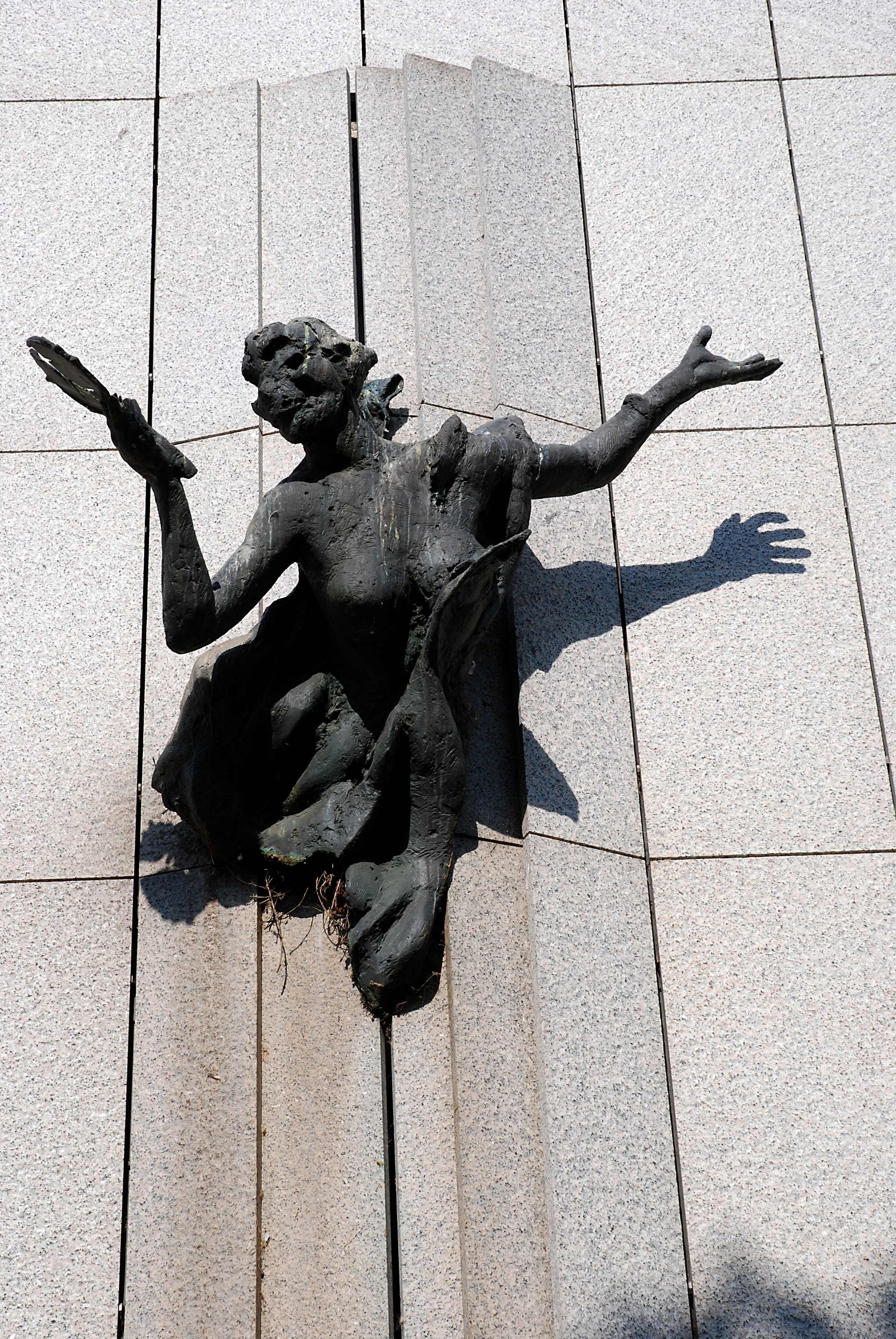
Skulptur an der Südfassade des Schauspiels

Seit 1968 bespielt das Schauspiel Dortmund seine eigene Spielstätte im umgebauten ehemaligen Opernhaus am Hiltropwall. Unter dem Begriff Schauspielhaus finden sich mehrere Spielorte. Das Schauspiel fasst so mit der Bühne des Schauspielhauses, dem Studio und kleinen Nebenbühnen wie der Unterbühne und dem Löwengang knapp 600 Zuschauer. Das ehemalige Schauspielcafé wurde mit Beginn der Spielzeit 2010/11 mit einer Holz-Innenverschalung ausgestattet und umbenannt in Institut. Es bietet Platz für Lesungen, Konzerte, Theater, Matineen und Einführungen.
Guido Huonder war von 1985 bis 1991 Schauspieldirektor in Dortmund.
Der Regisseur Michael Gruner wurde 1999 Schauspieldirektor in Dortmund und feierte seinen Abschied im Juni 2010 Auf großes überregionales Medien- und Zuschauerinteresse stießen unter Gruners Leitung unter anderem die Theater-Events „Fest der Romantik“ 2003, die „Sternstunden des Expressionismus“ 2004 sowie die deutsche Erstaufführung „Auf der Suche nach der verlorenen Zeit“, dramatisiert von Harold Pinter und Di Travis nach dem „Opus magnum“ von Marcel Proust. Die Dortmunder Inszenierung wurde auf dem NRW-Theatertreffen 2004 mit dem 1. Preis ausgezeichnet.
In der bei Publikum und Presse erfolgreichen Spielzeit 2006/2007 stand die bürgerliche Gesellschaft im Mittelpunkt, mit all ihren Verlockungen und Abgründen. Großes überregionales Interesse fanden die Inszenierung der „Buddenbrooks“ (John von Düffel nach Thomas Mann) von Hermann Schmidt-Rahmer sowie Philipp Preuss’ Interpretation von Henrik Ibsens „Hedda Gabler“.
„Buddenbrooks“ wurde zum NRW-Theatertreffen nach Bonn eingeladen, Philipp Preuss ist unter anderem für seine „Hedda Gabler“ mit dem Förderpreis des Landes NRW ausgezeichnet worden.
Im Jahr 2007 bekam die Regisseurin Carolin Mader den Künstlerinnenförderpreis des Landes NRW.

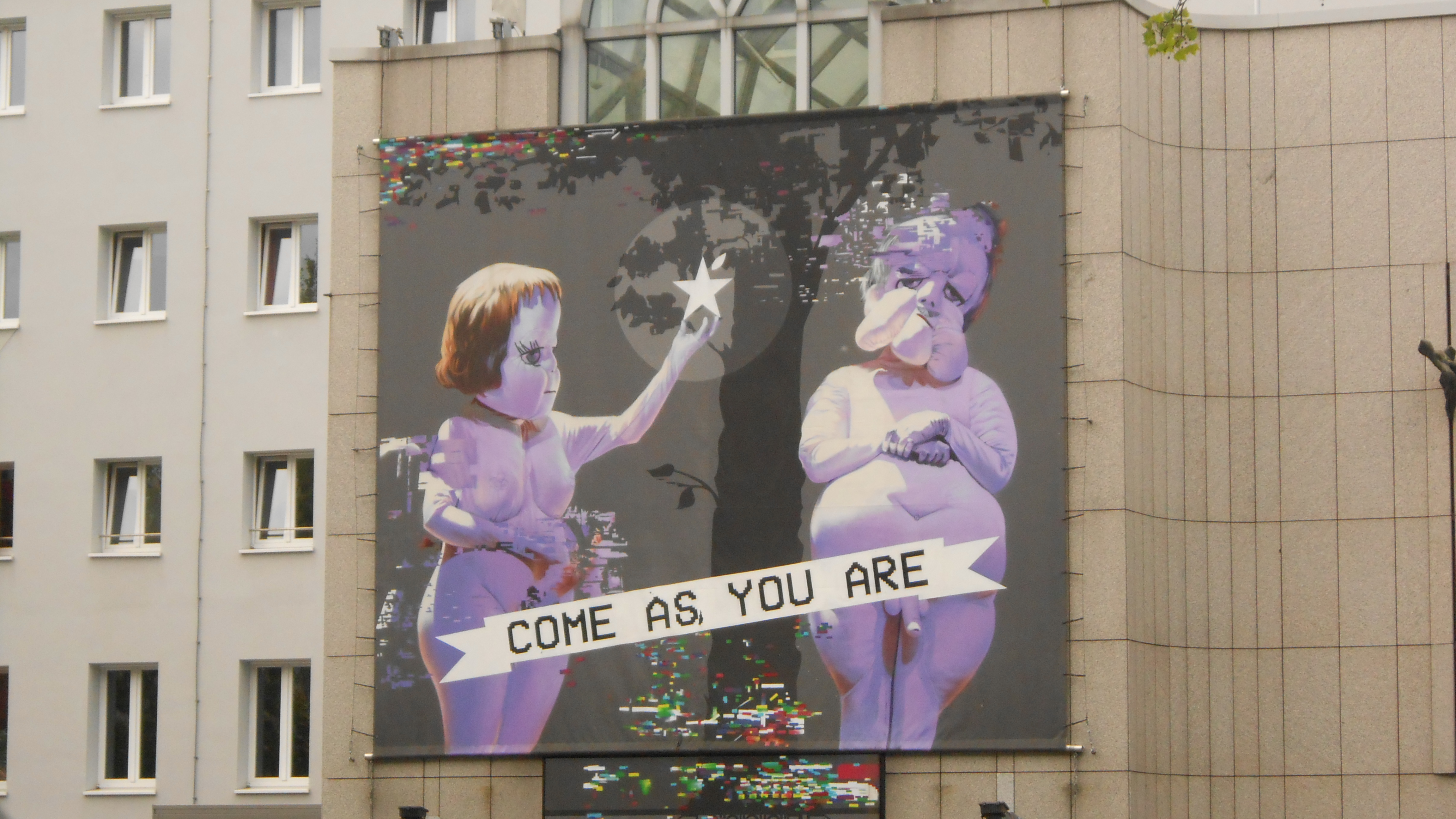
Plakat am Schauspiel Dortmund, 2016

Mit der Spielzeit 2010/11 wurde Kay Voges Intendant des Dortmunder Schauspiels. Bei seiner Amtsübernahme wurden die Verträge vieler Dortmunder Schauspieler nicht verlängert. Kay Voges hat in seiner ersten Spielzeit insbesondere mit der Reihe „Stadt ohne Geld“ (Regie: Kainkollektiv & Sputnic) sowie der Inszenierung „Heimat unter Erde“ (Regie: Stefan Nolte) überregional Aufsehen erregt und erhielt bei der NRW-Kritikerumfrage der Theater-Fachzeitschrift theater pur sieben von zehn Mal das Prädikat „Theater im Aufwind“.
Seit 2013 erarbeitete das Schauspielhaus mitunter Inszenierungen, die sich dem Geist des eigens konzipierten Dogma 20 13 verpflichteten. Es plädiert für eine engere und unmittelbarere Verzahnung von Theater- und Filmwelten. Für die erste der Dogma 20 13-Inszenierungen, Das Fest, wurde Kay Voges für den deutschen Theaterpreis „Der Faust“ 2013 in der Kategorie „Beste Regie“ nominiert.
Seit 2015 kooperiert das Schauspiel Dortmund mit Peng! unter dem Logo Die Populistinnen und realisiert mit ihnen gemeinsam Kampagnen und Aktionen. Auch die Aktionskunstgruppe Zentrum für politische Schönheit inszenierte 2015 im Schauspiel Dortmund ihr erstes Theaterstück, 2099.
2016 wurde das Schauspiel Dortmund in der Kritikerumfrage der Welt am Sonntag zum besten Theater in Nordrhein-Westfalen gekürt, die Uraufführung „Die Borderline Prozession“ zur besten Inszenierung eines zeitgenössischen Stoffs. Des Weiteren erhielt es in der Kritikerumfrage 2016 der Fachzeitschrift Theater heute die zweitmeisten Nennungen als bestes Theater im deutschsprachigen Raum.
Mit dem Stück Die Borderline Prozession von Kay Voges wurde das Schauspiel Dortmund 2017 zum Theatertreffen eingeladen. Die soziale Plastik Die Spiegelbarrikade erhielt 2017 den BKM-Preis Kulturelle Bildung.
Im August 2018 wurde das Schauspiel Dortmund in der Kritikerumfrage der Welt am Sonntag zum dritten Mal in Folge als bestes Schauspielhaus in Nordrhein-Westfalen gekürt.
Seit dem Beginn der Spielzeit 2020/21 ist Julia Wissert Intendantin des Schauspiels Dortmund. Sie war zuvor am Berliner Maxim Gorki Theater, am Luzerner Theater, am Schauspielhaus Bochum und am Nationaltheater Brünn.

## Kinder- und Jugendtheater
Das Kinder- und Jugendtheater befindet sich unter der Leitung von Andreas Gruhn. Es hat seinen festen Standort außerhalb der Innenstadt an der Sckellstraße und bietet dort 150 Zuschauerplätze. Das Kinder- und Jugendtheater wurde bereits 1953 gegründet und ist somit eines der ältesten Theater in Deutschland, dessen Programm sich ausschließlich an junge Zuschauer richtet. Zwischen 1986 und 1993 war es auch an Produktionen „Theater im Zug“ beteiligt, welche in Eisenbahnwagen aufgeführt wurden.
Am 5. Mai 2008 wurde unweit des Opernhauses die Kinderoper Dortmund eröffnet. Die 100 Zuschauer fassende Einrichtung kostete 450.000 Euro und wurde vollständig aus Spenden finanziert.

## Akademie für Theater und Digitalität
Die Akademie für Theater und Digitalität ist die sechste Sparte am Theater Dortmund. Als Institution für künstlerische Forschung, digitale Innovation und technikorientierte Bildung im Bereich der Darstellenden Künste ist sie weltweit einzigartig.
Seit ihrer Gründung 2019 hat sich die Akademie für Theater und Digitalität als ein Zentrum der Erforschung und Entwicklung neuer Theaterformen und -technologien etabliert. Sie prägt und gestaltet den digitalen Kulturwandel an und mit den Theatern an der Schnittstelle von Kunst und Wissenschaft. Die Akademie unterstützt Theater bundesweit in der Entwicklung eines neuen kollaborativen Selbstverständnisses und bietet Plattformen für den Austausch und die Zusammenarbeit. Sie ist Anlaufstelle für Fachwissen und Methoden und fördert künstlerisch-wissenschaftliche Kooperationen.
Unter der Direktion von Marcus Lobbes widmet sich die Akademie seit ihrer Gründung 2019 der Aufgabe, die Strukturbedingungen des künstlerischen und technischen Handelns auf den Bühnen zu erforschen, die maßgeblich durch die Digitalisierung geprägt sind. Zentrale Merkmale der Arbeit an der Akademie sind künstlerisch-technische Forschung, prototypische Entwicklung, anwendungsbezogene Erprobung, praktische Beratung, kulturpolitische Strukturbildung und Vernetzung auf regionaler, überregionaler und internationaler Ebene zwischen Akteuren aus Kultur, Wissenschaft und Wirtschaft.
Am 2. September 2023 bezog die Akademie für Theater und Digitalität ihren knapp 2000 m² Neubau im entstehenden Digitalquartier Dortmunds.  Der Neubau wurde von der Stadt Dortmund finanziert.